# Verfassungswirklichkeit
Mit Verfassungswirklichkeit werden in der Rechts- sowie Politik- und Geschichtswissenschaft, teilweise in Anknüpfung an die Verfassungslehre Carl Schmitts (1928), die realen Gegebenheiten innerhalb eines politischen Systems bezeichnet.
Diese deskriptive Sicht ist von der durch die Verfassung normativ vorgegebenen politischen Ordnung zu unterscheiden, weil die formale Rolle der Akteure in einem Staat stark von ihrem realen Verhalten, ihren Rechten und ihrem Einfluss abweichen kann.
Am politischen System Großbritanniens kann dies gut verdeutlicht werden: Formal stehen dem Staatsoberhaupt, also dem König, alle hoheitlichen Herrschaftsrechte zu; dies umfasst insbesondere auch ein Einspruchsrecht gegen Gesetze durch den Monarchen. In der politischen Praxis sind das Parlament (Unterhaus) und der von ihm gewählte Premierminister die eigentlichen Träger der Herrschaft im britischen Staat. Seit dem frühen 18. Jahrhundert hat kein Monarch mehr von seinem Einspruchsrecht tatsächlich Gebrauch gemacht, weshalb sich hier Verfassungstext und Verfassungswirklichkeit stark voneinander unterscheiden.
Ferner ist der Begriff ein wichtiges Analyseinstrument der verfassungsgeschichtlichen Forschung, da der voranstehend beschriebene Sachverhalt auch für viele historische Staatsgebilde angenommen werden muss. So kann das politische System des Heiligen Römischen Reiches beispielsweise adäquat nicht allein aus verfassungsrechtlichen Quellen heraus verstanden werden. Anderweitige historische Quellen sind heranzuziehen, um die politische und soziale Wirklichkeit vor dem Hintergrund der überlieferten Rechtsgrundlagen zu erfassen.

## Beispiele aus Österreich
- Formal sind die Befugnisse des österreichischen Bundespräsidenten sehr weitreichend. Die Verfassung respektive das Bundes-Verfassungsgesetz (B-VG) sieht vor, dass er den Bundeskanzler, die gesamte Bundesregierung (nicht jedoch einen einzelnen Minister) entlassen und den Nationalrat auflösen kann. Dennoch kommt dies in der Verfassungswirklichkeit nicht vor. Der Bundeskanzler, dem in der Bundesverfassung nur einzelne wenige Bestimmungen gewidmet sind, hat eine weit größere politische Bedeutung.
- Die Landeshauptleutekonferenz ist ein informelles, von der Verfassung nicht vorgesehenes Treffen der neun Landeshauptleute. Sie ist neben dem Bundesrat das politisch wichtigste Gremium der Länderzusammenarbeit wie auch des Föderalismus im österreichischen politischen System.
- Das österreichische Modell der Sozialpartnerschaft.
- Die Heiligenbluter Vereinbarung ist eine politische Absprache, die zwischen dem damaligen Finanzminister als Vertreter des Bundes sowie Vertretern der Länder und Gemeinden getroffen wurde. Die Vereinbarung hat jedoch keinerlei rechtliche Verbindlichkeit.